# Lisa (raperka)

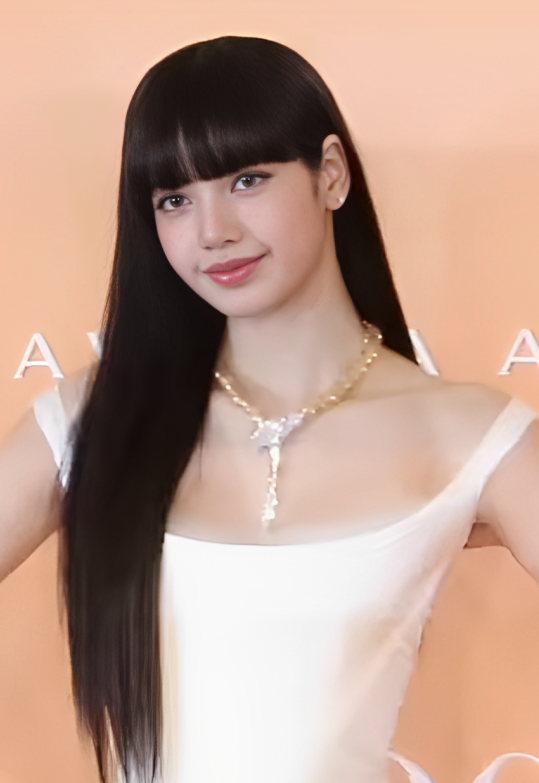
Lisa na Bvulgari Avrora Awards 2022

Lisa, właśc. Lalisa Manobal (ur. jako Pranpriya Manobal 27 marca 1997 w Buri Ram) – tajska raperka, piosenkarka, tancerka oraz członkini południowokoreańskiego girlsbandu Blackpink.
Jest poliglotką, włada kilkoma językami: tajskim, koreańskim, angielskim, japońskim i podstawowym chińskim.

## Życiorys

### 1997–2010: Młodość i edukacja
Lisa urodziła się jako Pranpriya Manobal 27 marca 1997 r. w prowincji Buriram w Tajlandii, a później prawnie zmieniła imię na Lalisa, które oznacza „tę, która jest chwalona”, za radą wróżbity, który miał zapewnić jej pomyślność. Jako jedynaczka wychowywała się pod opieką tajskiej matki Chitthip Brüschweiler i szwajcarskiego ojczyma, szefa kuchni Marco Brüschweilera. Lisa ukończyła szkołę średnią w Praphamontree School 1 i 2. Jest poliglotką; oprócz ojczystego języka tajskiego mówi płynnie po koreańsku i angielsku, a także po japońsku i chińsku w podstawowym zakresie.
Po zapisaniu się na zajęcia taneczne w wieku czterech lat zaczęła regularnie brać udział w konkursach, w tym w To Be Number One i dołączyła do jedenastoosobowej grupy tanecznej We Zaa Cool u boku BamBama z Got7. We wrześniu 2009 roku ekipa wzięła udział w konkursie LG Entertainment Million Dream Sanan World transmitowanym na kanale 9. i zdobyła nagrodę Special Team Award. Lisa wzięła także udział jako przedstawicielka szkoły w konkursie wokalnym Top 3 Good Morals of Thailand, organizowanym przez Moral Promotion Center na początku 2009 roku, zajmując drugie miejsce.

### 2012–2015: Działania przeddebiutanckie
W 2010 roku, w wieku 13 lat, Lisa wzięła udział w przesłuchaniu do południowokoreańskiej wytwórni płytowej YG Entertainment w Tajlandii. Zainteresowała się branżą K-popu w dzieciństwie, podziwiając artystów takich jak BigBang i 2NE1 oraz pragnęła pójść podobną drogą. Spośród 4000 kandydatów była jedyną osobą, która się zakwalifikowała, co skłoniło ówczesnego prezesa Yang Hyun-suk do zaoferowania Lisie szansy na zostanie stażystką YG Entertainment. Podczas przesłuchania Lisa zrobiła również wrażenie na jednym z sędziów, Dannym Im z 1TYM, który później pochwalił jej pewność siebie na scenie i postawę poza sceną.
W 2011 roku Lisa przeprowadziła się do Korei Południowej, aby rozpocząć formalne szkolenie jako stażystka. Oficjalnie dołączyła do wytwórni jako pierwsza stażystka niebędąca etnicznie Koreańczykiem 11 kwietnia. W listopadzie 2013 roku pojawiła się w teledysku do singla „Ringa Linga” swojego kolegi z wytwórni Taeyanga jako tancerka w tle u boku członków kolegów z wytwórni i boysbandów iKon i Winner. W marcu 2015 roku Lisa podjęła swoją pierwszą pracę jako modelka dla marki odzieży ulicznej Nona9on, a następnie w 2016 roku dla południowokoreańskiej marki kosmetyków Moonshot.

### Od 2016: Blackpink,Real Man 300,Lalisai Lilifilm Official
W sierpniu 2016 Lisa zadebiutowała jako jedna z czterech członkiń południowokoreańskiego girlsbandu Blackpink. Zespół wydał singel Square One, zawierający utwory „Whistle” oraz „Boombayah”. Pierwszy z nich osiągnął status Perfect All-Kill. W 2018 roku Blackpink podpisało globalną umowę z wytwórnią Interscope Records w ramach partnerstwa z YG Entertainment.
Lisa została stałym członkiem obsady w wydaniu Korea Army Academy wojskowego programu rozrywkowego MBC Real Man 300 od 21 września 2018 r. Jej pierwsza rola w programie telewizyjnym od czasu debiutu, przyniosła jej nieoficjalną nagrodę Postaci Roku podczas MBC Entertainment Awards 2018. 5 listopada 2018 Lisa zaprezentowała swój kanał YouTube, Lilifilm Official, skupiający się na podróżach, stylu życia i tańcu. Od lipca 2019 ma ponad 1,3 miliona subskrybentów i otrzymała Złoty Przycisk Play YouTube. Jeden z jej filmów z występem tanecznym stał się popularny w 2020 r. w wyniku mema pochodzącego z filmu; w trendzie tym wzięły udział takie gwiazdy jak Dolly Parton, Stephen Colbert, James Corden, Luke Evans oraz Lil Nas X. W marcu 2020 roku Lisa pełniła funkcję mentorki tańca w drugim sezonie programu przetrwania chińskich grup dziewczęcych Youth With You emitowanego przez stację iQIYI. W lutym 2021 roku powróciła jako mentorka tańca w trzecim sezonie programu dla grup chłopięcych.
19 kwietnia 2021 YG Entertainment ujawniło The Korea Herald, że Lisa będzie trzecią członkinią Blackpink, która zadebiutuje jako solistka, a oficjalny harmonogram zostanie ogłoszony później. 12 lipca wytwórnia za pośrednictwem Star News ujawniła, że trwają zdjęcia do jej teledysku. Debiutancki pojedynczy album Lisy Lalisa i jego główny singiel o tej samej nazwie zostały wydane 10 września 2021 r. Teledysk do „Lalisa” stał się najczęściej oglądanym teledyskiem solowym w ciągu 24 godzin z wynikiem 73,6 miliona wyświetleń, bijąc rekord „Me!” Taylor Swift z gościnnym udziałem Brendona Urie, za który zdobyła dwa rekordy Guinnessa. Piosenka zadebiutowała na 84. miejscu na liście Billboard Hot 100 w USA i na drugim miejscu na liście Billboard Global 200, stając się pierwszą piosenką Lisy, która znalazła się w pierwszej dziesiątce na tej drugiej liście. Album sprzedał się w nakładzie 736221 egzemplarzy w Korei Południowej w pierwszym tygodniu, ustanawiając rekord najwyższej sprzedaży w pierwszym tygodniu wśród artystek w tym kraju i czyniąc Lisę pierwszą solistką, która przekroczyła granicę 500000 egzemplarzy w ciągu jednego tygodnia.
Utwór B z albumu Lalisa, „Money”, doczekał się ekskluzywnego teledysku do występu tanecznego, który został wydany na YouTube 24 września. Piosenka zyskała na popularności po tym, jak stała się viralem w mediach społecznościowych i zaczęła wspinać się na międzynarodowych listach przebojów. W rezultacie Interscope Records wysłała piosenkę do amerykańskiego radia z przebojami współczesnymi 9 listopada 2021 r. jako drugi singiel z albumu. Singiel osiągnął dziesiąte miejsce na liście Billboard Global 200, stając się drugim przebojem Lisy w pierwszej dziesiątce po „Lalisa”. W USA osiągnął szczyt na liście Billboard Hot 100 na 90. miejscu, co zapewniło Lisie jej drugi solowy występ, i stał się pierwszą piosenką solistki K-popu, która utrzymywała się na liście przez wiele tygodni w tym czasie. Utwór „Money” osiągnął 46. miejsce na liście przebojów w Wielkiej Brytanii i utrzymywał się na niej przez osiem tygodni, stając się wówczas najdłużej utrzymującą się na listach przebojów solową piosenką K-popową w kraju.
Lisa współpracowała z francuskim producentem muzycznym DJ Snake'iem, portorykańskim piosenkarzem Ozuną i amerykańską raperką Megan Thee Stallion nad piosenką moombahton i latynoskim trapem „SG”. Singiel został wydany 22 października 2021 r. i zawierał teksty piosenek i kompozycje Lisy. Teledysk z udziałem czterech artystów w Miami został wyreżyserowany przez Colina Tilleya i wydany jednocześnie z singlem. Piosenka osiągnęła 19. miejsce na liście Billboard Global 200. W USA osiągnęła 2. miejsce na liście Bubbling Under Hot 100 i stała się pierwszą piosenką Lisy, która zajęła pierwsze miejsce na liście Latin Airplay. 28 sierpnia 2022 r. Lisa zdobyła nagrodę MTV Video Music Awards w kategorii Best K-Pop za „Lalisa” i została pierwszą solową artystką K-popową, która zdobyła nagrodę MTV Video Music Awards. 13 listopada zdobyła nagrodę MTV Europe Music Award w kategorii Best K-pop i została pierwszą solową artystką K-popową w historii, która zdobyła również nagrodę MTV Europe Music Award. Za te osiągnięcia Lisa została wpisana do Księgi Rekordów Guinnessa w 2023 r., a także otrzymała trzeci rekord za zostanie najchętniej obserwowaną artystką K-popową na Instagramie.
Lisa wystąpiła w piosence „Shoong!” członka BigBang Taeyanga, utworze z albumu z jego drugiej rozszerzonej wersji Down to Earth, która została wydana 25 kwietnia 2023 r. Wystąpiła również w teledysku do piosenki, w którym Taeyang i Lisa wykonali wspólnie choreografię piosenki. W maju Lisa otrzymała dwa kolejne Rekordy Guinnessa za najszybszą solową artystkę K-popową, która osiągnęła 1 miliard odtworzeń, a także za pierwszy album solowej artystki K-popowej, który osiągnął 1 miliard odtworzeń na Spotify z Lalisą. Dzięki temu została solistką K-popową z największą liczbą Rekordów Guinnessa w historii, zdobywając siedem w porównaniu do pięciu byłych rekordzistów Psy.
We wrześniu 2023 Lisa była gwiazdą pięciu występów paryskiego kabaretu Crazy Horse. Wykonała kilka solowych scen i pojawiła się z zespołem w oryginalnych numerach z repertuaru kabaretu, w tym „But I Am a Good Girl” i „Crisis? What Crisis?”. W tym samym miesiącu ustanowiła swój ósmy rekord Guinnessa za pierwszy utwór K-popowy solowego artysty, który osiągnął 1 miliard odtworzeń na Spotify dzięki utworowi „Money”. Aby uczcić to osiągnięcie, Lisa pojawiła się w czwartym odcinku serii Billions Club Spotify 15 listopada, w którym otrzymała w Paryżu tabliczkę w kształcie talerza i ugotowała tajskie danie na talerz.

### Od 2023: Samozarządzanie, Alter Ego i debiut aktorski
22 listopada 2023 roku Lisa została mianowana przez króla Karola III Honorowym Członkiem Orderu Imperium Brytyjskiego (MBE) wraz z koleżankami z zespołu podczas specjalnej ceremonii w Pałacu Buckingham, w której uczestniczył również prezydent Korei Południowej Yoon Suk Yeol. 5 grudnia YG Entertainment ogłosiło, że Lisa wraz z innymi członkiniami Blackpink odnowiły swoje kontrakty na działania grupowe, a indywidualne kontrakty członkiń są nadal przedmiotem dyskusji. 29 grudnia YG Entertainment potwierdziło, że Lisa i inne członkinie Blackpink zgodziły się nie podpisywać kontraktu z wytwórnią na działania indywidualne.
Lisa była gwiazdą charytatywnej gali Le Gala des Pièces Jaunes zorganizowanej przez Pierwszą Damę Francji, Brigitte Macron, w Paryżu 26 stycznia 2024, gdzie wykonała składankę swoich solowych singli „Lalisa” i „Money”. Na wydarzeniu niespodziewanie pojawiła się również podczas występu DJ Snake'a, podczas którego po raz pierwszy razem wykonali na żywo „SG”. 8 lutego Lisa ogłosiła, że założyła własną firmę zarządzającą artystami o nazwie „Lloud”. Variety ujawniło, że Lisa zadebiutuje jako aktorka w trzecim sezonie serialu telewizyjnego HBO, „Biały Lotos”, i będzie występować pod swoim imieniem Lalisa Manobal. 10 kwietnia ogłoszono, że w ramach partnerstwa, Lloud dołączyło do RCA Records w celu wydawania muzyki; w ramach umowy będzie miała pełne prawa własności do wszystkich swoich nagrań.
Lisa zaczęła zapowiadać nową muzykę 6 czerwca, tworząc nowe konto na platformie TikTok i publikując film połączony z fragmentem z zapowiedzią, co doprowadziło artystkę do ustanowienia rekordu Guinnessa, zyskując milion obserwujących w zaledwie dwie godziny i 18 minut. Oficjalnie wydała singiel „Rockstar” za pośrednictwem Lloud i RCA 27 czerwca. Do singla powstał teledysk wyreżyserowany przez Henry’ego Schofielda i choreografowany przez Seana Bankheada, który został nakręcony w Bangkoku oraz był hołdem dla jej tajskiej kultury. „Rockstar” zadebiutował na czwartym miejscu na liście Billboard Global 200 i na pierwszym miejscu na liście Billboard Global Excl. US, stając się trzecim hitem Lisy w pierwszej dziesiątce na obu listach przebojów i jej pierwszym hitem numer jeden na tej drugiej liście. Utwór zadebiutował na 70. miejscu na liście przebojów Billboard Hot 100 w USA, co oznacza, że był to najwyżej notowany utwór Lisy i jej trzecie wejście na tę listę.

## Inna aktywność

### Marketing
21 marca 2018, dzięki pracy jako modelka dla południowokoreańskiej marki kosmetyków moonshot, stała się ambasadorką tej marki w Chinach. 25 lipca 2019 została wyłączną ambasadorką i prezenterką nowej kolekcji wprowadzonej na tajski rynek, której sześć produktów zawiera etykietę Manobal jako część opakowania. 28 marca podpisała pierwszą umowę o indywidualnym poparciu dla AIS Thailand, największego operatora telefonii komórkowej GSM w Tajlandii, dzięki czemu stała się najlepiej opłacaną prezenterką dla AIS. Ponadto jej kampania reklamowa została najczęściej oglądaną reklamą w Tajlandii. 11 maja została prezenterką marki Samsung Galaxy S10 w Tajlandii, a jej pierwszy materiał promocyjny dla marki został wydany 14 maja. Mobilna gra Ragnarok M: Eternal Love użyła Lisy jako modelki reklamowej; jej postać pojawiała się tam również na serwerze "Midnight Party" od 24 lipca 2019.
W styczniu 2020 wraz z Mino z Winner zadebiutowała jako modelka odzieży sportowej Adidas w sezonie SS20 w ofercie ubrań My Shelter.

### Moda
W styczniu 2019 Lisa stała się muzą Hediego SliMane’a – dyrektora artystycznego francuskiej marki CELINE.
W listopadzie 2019 Penshoppe ujawniło, że Lisa została ich najnowszą ambasadorką.

## Wpływ i popularność
W kwietniu 2019 Lisa stała się najbardziej obserwowaną gwiazdą K-popową na Instagramie, z 17,4 milionami folowersów.
Kiedy Lisa po raz pierwszy znalazła się solo na okładce tajlandzkiego wydania „Harper’s Bazaar” (maj 2019), MEI – dystrybutor magazynu – ogłosił, że wszystkie 120 tys. wydanych egzemplarzy zostało wyprzedanych. Wyjawiono, że zazwyczaj średni nakład wynosi 30 tys. egzemplarzy, a w wypadku znanych celebrytów 60 tys. egzemplarzy. Jednak mimo tak dużego nakładu popyt na to wydanie nadal był spory.
W następstwie udziału Lisy w pokazie Celine Fashion Show (dla kolekcji mężczyzn wiosna/lato 2020) w Paryżu podczas Tygodnia Mody w Paryżu, Lyst poinformował, że wyszukiwania torebki Triomphe skoczyło o 66% 28 czerwca 2019, po tym, jak Lisa opublikowała jej zdjęcie na swoim profilu społecznościowym.

## Działalność filantropijna
17 września 2019, po tym, jak ulewy monsunowe spowodowały powodzie w 32 tajskich prowincjach, tajska beauty-blogerka Koi Osuna, krewna Lisy, ujawniła, że Lisa przekazała 100 tys. bahtów dla fundacji tajskiego aktora Bina Bunluerita, której celem było finansowe wsparcie ludzi ewakuowanych z terenów powodzi.

## Dyskografia

### Jako główny wykonawca

#### Albumy studyjne
| Rok  | Dane dot. albumu                                                                                                  | Najwyższa pozycja na liście |
| Rok  | Dane dot. albumu                                                                                                  | POL                         |
| ---- | --- | --------------------------- |
| 2025 | Alter Ego - Wydany: 28 lutego 2025 - Wytwórnia: Lloud, RCA Records - Formaty: CD, LP, digital download, streaming | 4                           |

#### Pojedyncze albumy
| Rok  | Dane dot. albumu                                                                                         | Certyfikat                 |
| ---- | --- | -------------------------- |
| 2021 | Lalisa - Wydany: 10 września 2021 - Wytwórnia: YG, Interscope - Formaty: CD, digital download, streaming | - KMCA: 3× platynowa płyta |

#### Single
| Rok  | Tytuł                                            | Certyfikaty                                                                     | Album     |
| ---- | ------------------------------------------------ | ------------------------------------------------------------------------------- | --------- |
| 2021 | „Lalisa”                                         |                                                                                 | Lalisa    |
| 2021 | „SG” (oraz DJ Snake, Ozuna, Megan Thee Stallion) | - SNEP: złota płyta                                                             | –         |
| 2021 | „Money”                                          | - AFP: złota płyta - BPI: srebrna płyta - SNEP: złota płyta - ZPAV: złota płyta | Lalisa    |
| 2024 | „Rockstar”                                       | - MC: złota płyta                                                               | Alter Ego |
| 2024 | „New Woman” (gośc. Rosalía)                      |                                                                                 | Alter Ego |
| 2024 | „Moonlit Floor (Kiss Me)”                        |                                                                                 | Alter Ego |
| 2025 | „Born Again” (gośc. Doja Cat, Raye)              |                                                                                 | Alter Ego |
| 2025 | „Fxck Up the World” (gośc. Future)               |                                                                                 | Alter Ego |

#### Jako wykonawca gościnny
| Rok  | Tytuł                              | Album         |
| ---- | ---------------------------------- | ------------- |
| 2023 | „Shoong!” (Taeyanga; gośc. Lisa)   | Down to Earth |
| 2025 | „Priceless” (Maroon 5; gośc. Lisa) | –             |

## Filmografia

### Telewizja
| Rok       | Tytuł          | Rola                    | Uwagi                                     | Źr.           |
| --------- | -------------- | ----------------------- | ----------------------------------------- | ------------- |
| 2017      | Charm TV       | Członkini obsady        | Segment telewizyjny Lisy; trzy odcinki    | [ 89 ]        |
| 2018      | Real Man 300   | Członkini obsady        | Wydanie Koreańskiej Akademii Armii        | [ 23 ]        |
| 2020–2021 | Youth With You | Nauczycielka tańca      | Sezon 2. i 3.                             | [ 90 ] [ 30 ] |
| 2025      | Biały Lotos    | Thidapon Sornsin (Mook) | Sezon 3. (wymieniona jako Lalisa Manobal) | [ 91 ]        |

## Nagrody i nominacje

### Z zespołem BlackPink
| Rok  | Ceremonia                           | Kategoria                                          | Tytuł                       | Rezultat          |
| ---- | ----------------------------------- | -------------------------------------------------- | --------------------------- | ----------------- |
| 2018 | The Standard                        | Osobistość roku                                    | całokształt                 | Wygrana           |
| 2019 | The Standard                        | Osobistość roku                                    | całokształt                 | Wygrana           |
| 2020 | Sanook X Joox Thailand Music Awards | Social Superstar                                   | całokształt                 | Nominacja         |
| 2020 | Weibo Starlight Awards              | Popularny artysta roku                             | całokształt                 | Wygrana           |
| 2020 | Weibo Starlight Awards              | Galeria Sław Starlight (Azja Południowo-Wschodnia) | całokształt                 | Wygrana           |
| 2020 | Joox Thailand Music Awards          | Supergwiazda społeczna                             | całokształt                 | Nominacja         |
| 2021 | Asian Pop Music Awards              | Piosenka roku (za granicą)                         | „Lalisa”                    | Wygrana           |
| 2021 | Asian Pop Music Awards              | 20 najlepszych piosenek roku (za granicą)          | „Lalisa”                    | Wygrana           |
| 2021 | Asian Pop Music Awards              | 20 najlepszych albumów roku (za granicą)           | Lalisa                      | Wygrana           |
| 2021 | Asian Pop Music Awards              | Nagroda Publiczności (Zagranica)                   | Lalisa                      | 9. miejsce        |
| 2021 | Asian Pop Music Awards              | Najlepszy występ taneczny (za granicą)             | „Money”                     | Nominacja         |
| 2021 | Asian Pop Music Awards              | Najlepsza artystka (Zagranica)                     | całokształt                 | Nominacja         |
| 2021 | Asian Pop Music Awards              | Płyta roku (Zagranica)                             | „Lalisa”                    | Nominacja         |
| 2021 | The Fact Music Awards               | Wybór Fana N Gwiazdy Indywidualny                  | całokształt                 | Na długiej liście |
| 2021 | Hanteo Music Awards                 | Nagroda artystyczna – Kobiece wykonanie solo       | całokształt                 | Wygrana           |
| 2021 | Hanteo Music Awards                 | Pierwsza nagroda Chodong Record Award              | Lalisa                      | Wygrana           |
| 2021 | Mnet Asian Music Awards             | Wybór fanów z całego świata – Top 10               | całokształt                 | Wygrana           |
| 2021 | Mnet Asian Music Awards             | Artysty Roku                                       | całokształt                 | Nominacja         |
| 2021 | Mnet Asian Music Awards             | Najlepszy solowy występ taneczny                   | „Lalisa”                    | Nominacja         |
| 2021 | Mnet Asian Music Awards             | Najlepsza artystka                                 | całokształt                 | Nominacja         |
| 2021 | Mnet Asian Music Awards             | Piosenka Roku                                      | „Lalisa”                    | Nominacja         |
| 2021 | Mnet Asian Music Awards             | Ulubiony Moment TikToka                            | całokształt                 | Nominacja         |
| 2021 | Mnet Asian Music Awards             | Ikona roku na Świecie                              | całokształt                 | Nominacja         |
| 2021 | MTV Europe Music Awards             | Najlepszy K-Pop                                    | całokształt                 | Nominacja         |
| 2021 | Thailand Master Youth Club          | Inspirujący wzór do naśladowania dla młodzieży     | całokształt                 | Wygrana           |
| 2022 | Bravo Otto                          | Najlepszy nowicjusz                                | całokształt                 | Wygrana           |
| 2022 | Gaon Chart Music Awards             | Nagroda Mubeat Global Choice Award – Kobiety       | całokształt                 | Wygrana           |
| 2022 | Joox Thailand Music Awards          | Koreańska Piosenka Roku                            | „Money”                     | Wygrana           |
| 2022 | Joox Thailand Music Awards          | Koreańska Piosenka Roku                            | „Lalisa”                    | Nominacja         |
| 2022 | Joox Thailand Music Awards          | Międzynarodowa Piosenka Roku                       | „SG”                        | Nominacja         |
| 2022 | Korea First Brand Awards            | Najlepsza wokalistka solowa                        | całokształt                 | Nominacja         |
| 2022 | MTV Europe Music Awards             | Najlepszy K-Pop                                    | całokształt                 | Wygrana           |
| 2022 | MTV Europe Music Awards             | Najlepszy K-Pop                                    | „Lalisa”                    | Wygrana           |
| 2022 | MTV MIAW Awards                     | Najlepszy fandom                                   | całokształt                 | Nominacja         |
| 2022 | MTV MIAW Awards                     | Globalny Hit Roku                                  | „Money”                     | Nominacja         |
| 2022 | MTV MIAW Awards                     | Dominacja K-Popu                                   | całokształt                 | Nominacja         |
| 2022 | Seoul Music Awards                  | Nagroda Główna (Bonsang)                           | Lalisa                      | Nominacja         |
| 2022 | Seoul Music Awards                  | Nagroda Koreańskiej Fali                           | całokształt                 | Nominacja         |
| 2022 | Seoul Music Awards                  | Nagroda popularności                               | całokształt                 | Nominacja         |
| 2023 | Asia Artist Awards                  | Nagroda popularności – piosenkarka (kobieta)       | całokształt                 | Nominacja         |
| 2023 | MTV MIAW Awards                     | Dominacja K-Popu                                   | całokształt                 | Nominacja         |
| 2023 | Premios Lo Nuestro                  | Współpraca Crossover Roku                          | „SG”                        | Nominacja         |
| 2024 | Asia Artist Awards                  | Nagroda popularności – piosenkarka (kobieta)       | całokształt                 | Nominacja         |
| 2024 | Asian Pop Music Awards              | 20 najlepszych piosenek roku (za granicą)          | „Rockstar”                  | Wygrana           |
| 2024 | Asian Pop Music Awards              | Nagroda Publiczności (Zagranica)                   | „Rockstar”                  | 2. miejsce        |
| 2024 | Asian Pop Music Awards              | Piosenka roku (za granicą)                         | „Rockstar”                  | Nominacja         |
| 2024 | Asian Pop Music Awards              | Najlepsza współpraca (za granicą)                  | „New Woman” (gośc. Rosalía) | Nominacja         |
| 2024 | MTV Europe Music Awards             | Najlepsza współpraca                               | „New Woman” (gośc. Rosalía) | Wygrana           |
| 2024 | MTV Europe Music Awards             | Najlepszy teledysk                                 | „New Woman” (gośc. Rosalía) | Nominacja         |
| 2024 | MTV Europe Music Awards             | Najwięksi fani                                     | całokształt                 | Wygrana           |
| 2024 | MTV Europe Music Awards             | Najlepszy K-Pop                                    | całokształt                 | Nominacja         |
| 2024 | MTV Video Music Awards              | Najlepszy K-Pop                                    | „Rockstar”                  | Wygrana           |
| 2024 | MTV Video Music Awards              | Najlepsza dyrekcja artystyczna                     | „Rockstar”                  | Nominacja         |
| 2024 | MTV Video Music Awards              | Najlepsza choreografia                             | „Rockstar”                  | Nominacja         |
| 2024 | MTV Video Music Awards              | Najlepsza edycja                                   | „Rockstar”                  | Nominacja         |
| 2024 | Myx Music Awards                    | Globalny teledysk roku                             | „Rockstar”                  | Nominacja         |
| 2024 | UK Music Video Awards               | Najlepszy teledysk pop na świecie                  | „Rockstar”                  | Nominacja         |

### Rekordy świata
| Rok  | Ceremonia                 | Kategoria                                                                                             | Tytuł       | Źródło        |
| ---- | ------------------------- | --- | ----------- | ------------- |
| 2021 | Księga rekordów Guinnessa | Najczęściej oglądany teledysk solowego artysty na YouTube w ciągu 24 godzin                           | „Lalisa”    | [ 92 ] [ 93 ] |
| 2021 | Księga rekordów Guinnessa | Najczęściej oglądany teledysk na YouTube w ciągu 24 godzin wykonany przez solowego artystę K-popowego | „Lalisa”    | [ 92 ] [ 93 ] |
| 2022 | Księga rekordów Guinnessa | Pierwsza solowa zwyciężczyni K-popu na MTV Video Music Awards                                         | całokształt | [ 94 ] [ 95 ] |
| 2022 | Księga rekordów Guinnessa | Najszybciej solowa artystka K-popu osiągnęła 1 miliard odtworzeń na Spotify (kobieta)                 | całokształt | [ 20 ] [ 24 ] |
| 2022 | Księga rekordów Guinnessa | Pierwszy solowy zwycięzca K-popu na MTV Europe Music Awards                                           | całokształt | [ 94 ] [ 95 ] |
| 2023 | Księga rekordów Guinnessa | Najwięcej obserwujących na Instagramie dla artysty K-popowego                                         | całokształt | [ 94 ] [ 95 ] |
| 2023 | Księga rekordów Guinnessa | Pierwszy album solowego artysty K-popowego, który osiągnął 1 miliard odtworzeń na Spotify             | Lalisa      | [ 27 ] [ 29 ] |
| 2023 | Księga rekordów Guinnessa | Pierwszy utwór K-popowy solowego artysty, który osiągnął 1 miliard odtworzeń na Spotify               | „Money”     | [ 73 ] [ 74 ] |
| 2024 | Księga rekordów Guinnessa | Najszybszy czas na osiągnięcie miliona obserwujących na TikToku                                       | całokształt | [ 75 ] [ 76 ] |

## Odznaczenia
- Honorary Member Orderu Imperium Brytyjskiego – Wielka Brytania, 2023[96]